# 瓮岩站
瓮岩站（：／ Dukbawi yeok */?）是首尔地铁6号线沿線的一座地下車站，位於韓國首爾特別市恩平區佛光1洞。站名為韓語固有詞，為石頭、岩石的意思，因此中文譯作「瓮岩」。由於沒有對應漢字，故不時被誤譯作「獨岩」。

## 車站結構
站體為曲線式設計單邊側式月台的地下車站，候車月台設有月台幕門，僅有1處出口。站內設有1條留置線，供末班車停靠。
6號線循環線為單向運行，因此本站並無對向列車可轉乘。

### 月台配置
| 延新川 ↑ |
| \|       |
| 佛光     |

| 月台 | 路線           | 目的地                                   |
| ---- | -------------- | ---------------------------------------- |
| 循環 | ●首尔地铁6号线 | 鷹岩、數碼媒體城、孔德、烽火山、新內方向 |

## 歷史
- 2000年12月15日：落成啟用。

## 車站周邊
- 北漢山
- 佛光1洞治安中心
- 佛光1洞派出所
- 佛光中學
- 恩惠初等學校
- 首爾延川初等學校
- 佛光樂天城（朝鲜语：롯데캐슬）
- Homeplus express（朝鲜语：홈플러스 익스프레스）佛光店
- 팀希望中心
- 北漢山招待所

## 圖片

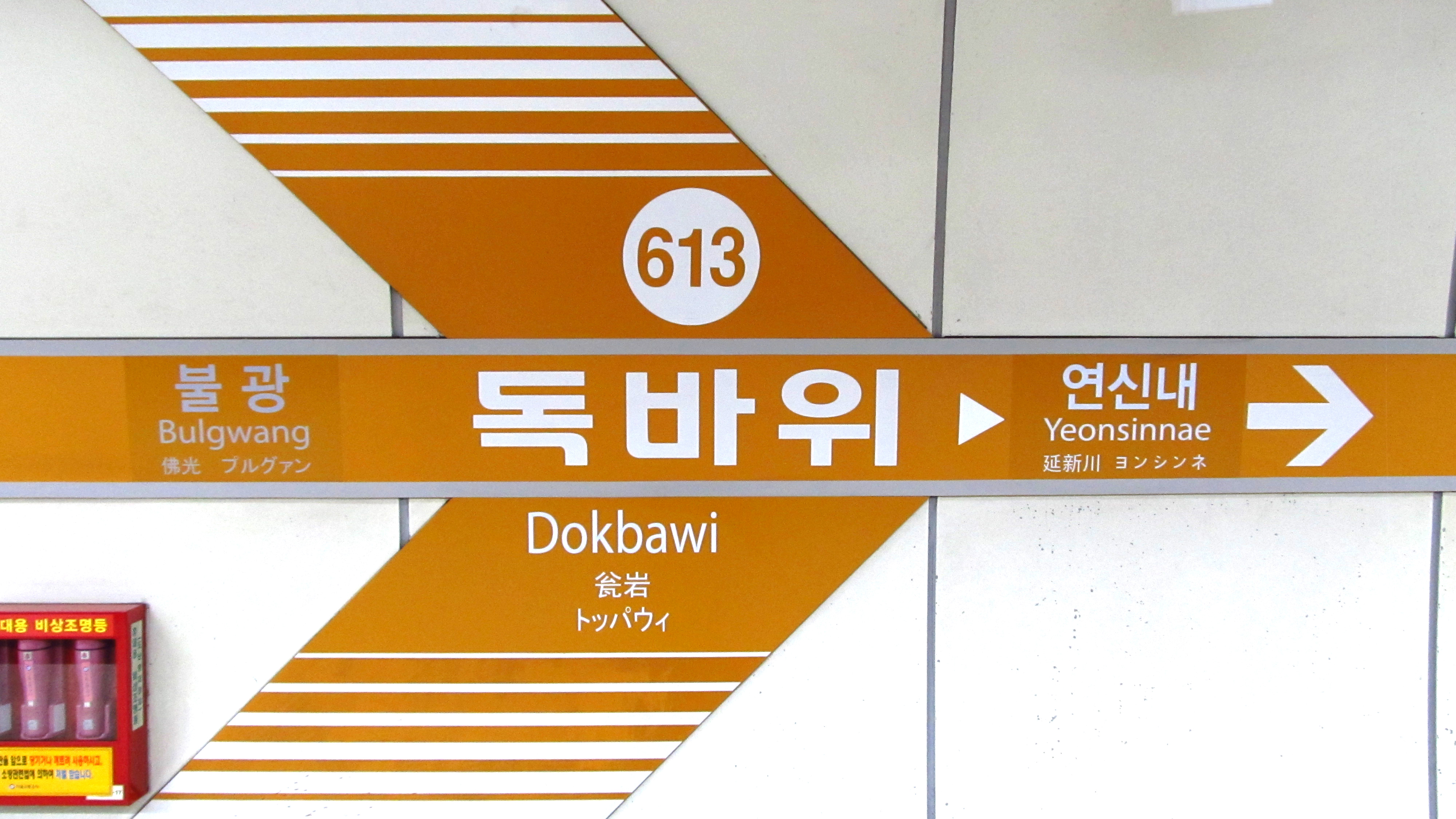
站名牌
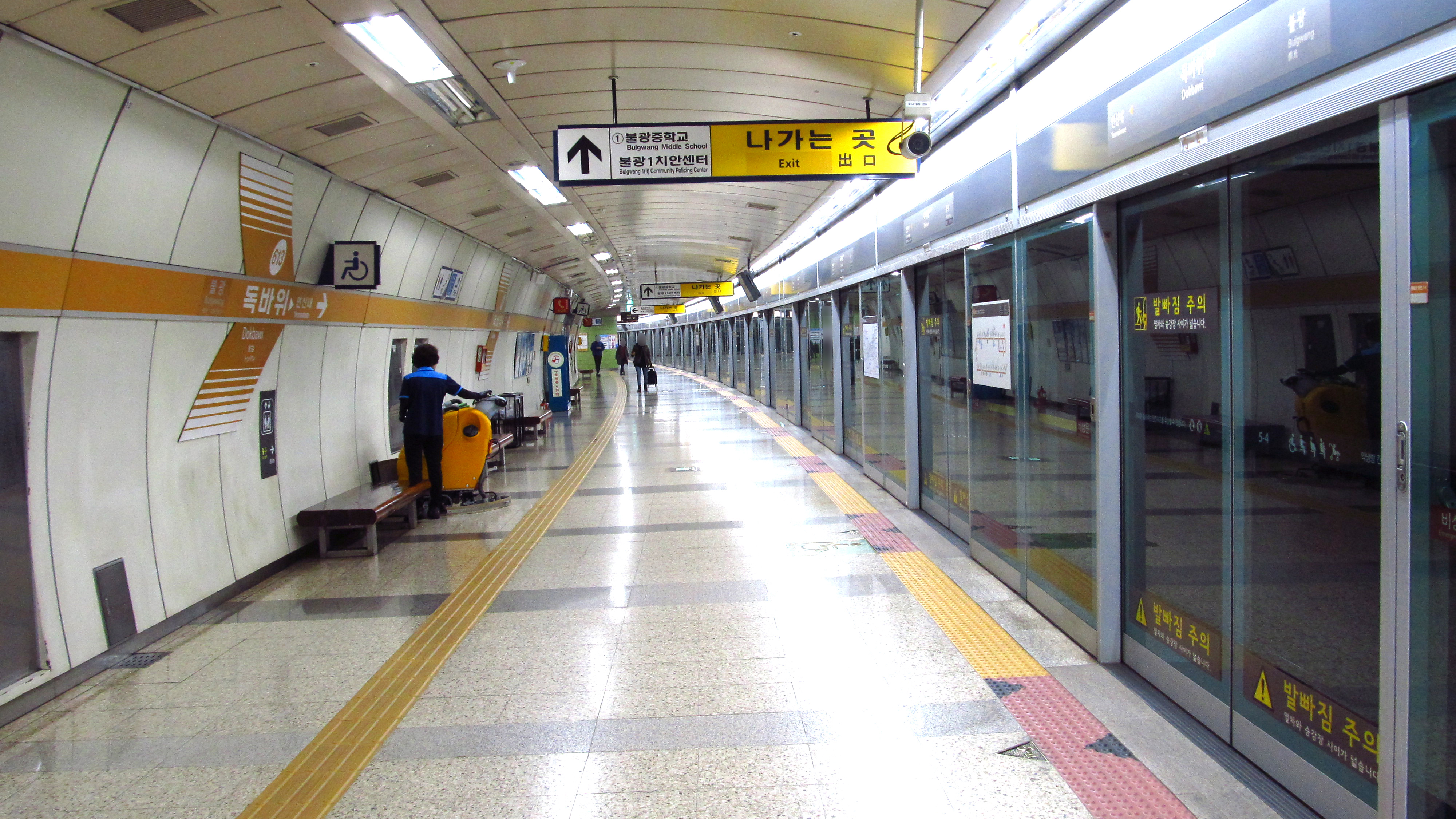
候車月台
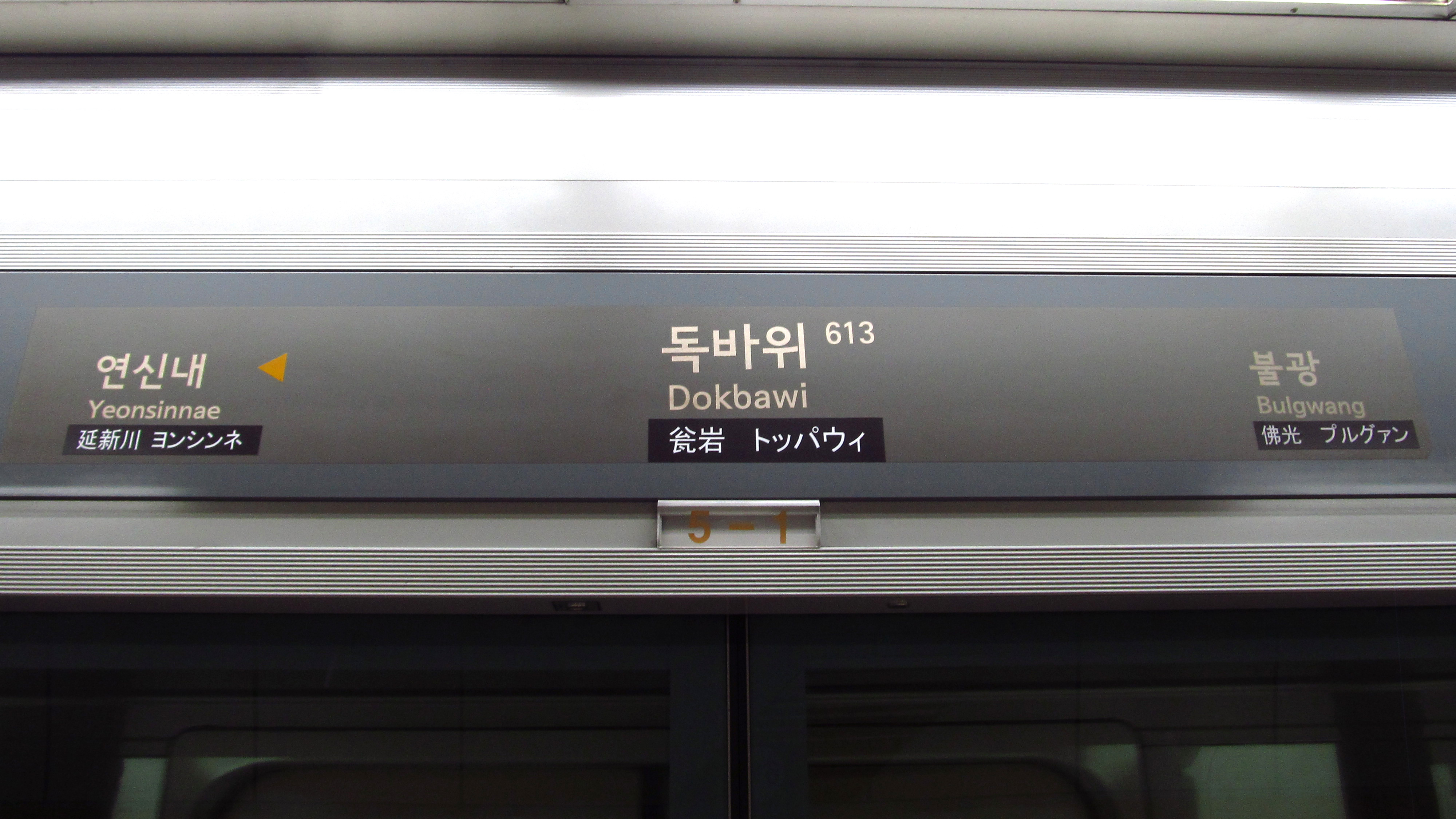
月台門資訊板

## 相鄰車站
首爾交通公社
●首尔地铁6号线
循環線
佛光（612）－瓮岩（613）－延新川（614）